# Robert G. Ingersoll
Robert Green Ingersoll, född den 11 augusti 1833 i Dresden i Yates County, död den 21 juli 1899, var en amerikansk jurist och författare.
Ingersoll deltog på nordstaternas sida i inbördeskriget 1862-63, var attorney general i Illinois 1867-69. Ingersoll är mest känd för sina angrepp i tal och skrift på renlärig kristendom. I svensk översättning finns bland annat Fria tankar, innehållande föredrag och uppsatser (1884, ny följd 1885, ny översättning 1905).